# WIDMO
WIDMO (ang. SPECTRE – Special Executive for Counter-intelligence, Terrorism, Revenge and Extortion, tłum. WIDMO - Wspólna Inicjatywa Dla Manipulacji i Odwetu) – fikcyjna organizacja terrorystyczna znana z serii książek Iana Fleminga o Jamesie Bondzie i opartych na nich filmach. Zarządzana przez Ernsta Stavro Blofelda, pierwszy raz pojawia się w powieści Thunderball (Operacja Piorun), następnie zaś w wielu filmach, włączając w to pierwszy z nich, Doktor No (1962). Organizacja jest najbardziej zaciekłym przeciwnikiem fikcyjnego agenta.

## Organizacja
WIDMO zarządzane jest przez czarny charakter, Ernsta Stavro Blofelda, który w filmach pojawia się zwykle w towarzystwie białego perskiego kota. Zarówno w książkach, jak i filmach, drugą w kolejności osobą jest Emilio Largo. Po raz pierwszy pojawia się w Operacji Piorun. W powieści stwierdzone zostaje, że w przypadku śmierci Blofelda to właśnie Largo przejąłby dowodzenie organizacją.
W książkach numery poszczególnych członków WIDMA są z premedytacją przydzielane losowo i regularnie zamieniane w celu przeszkodzenia śledztwu. W Operacji Piorun Blofeld, mimo bycia liderem, nazywany był Numerem 2, podczas gdy Numer 1 przydzielono Emilio Largo.
W filmach numery odpowiadają rzeczywistej hierarchii organizacji. Blofeld zawsze określany jest jako Numer 1, zaś Largo w Operacji Piorun to po prostu Numer 2.

## Historia

### Książki
W oryginalnej bondowskiej serii autorstwa Fleminga WIDMO po raz pierwszy pojawia się w Operacji Piorun. Organizacja zostaje rozbita po tym jak Bond wraz z Felixem Leiterem niweczy plan WIDMA dotyczący zaszantażowania NATO skradzioną bronią jądrową. W W tajnej służbie Jej Królewskiej Mości, drugiej części tzw. Trylogii Blofelda, Blofeld pracuje na własną rękę, jedynie z pomocą swej współpracowniczki, Irmy Bunt. Nigdy jednak nie udało się reaktywować tej organizacji, pomimo spekulacji Bonda, że Blofeld usiłował tego dokonać. Szef WIDMA po raz ostatni pojawia się w Żyje się tylko dwa razy (You Only Live Twice).
Dopiero później, w bondowskiej powieści Johna Gardnera For Special Services (1982) pojawia się zreaktywowane WIDMO pod wodzą córki Blofelda, Neny Bismaquer. Chociaż Bond ostatecznie przeszkadza w odnowieniu organizacji, odgrywa ona znów istotną rolę prowadzona przez Tamila Rahani w Role of Honour (1984) i Nobody Lives For Ever (1986). Kolejny autor książek o Bondzie, Raymond Benson, wprowadza postać Irmy Bunt w swoim opowiadaniu Blast From the Past (1997).

### Filmy
Pierwsza wzmianka o organizacji WIDMO w filmach pojawiła się już w pierwszej oficjalnej części cyklu, Doktorze No. W powieści dr Julius No współpracował z Sowietami. Jednak w filmie opartym na książce zostaje to zmienione, podobnie jak w kolejnych adaptacjach powieści, gdzie pierwotnie głównym przeciwnikiem 007 byli właśnie Sowieci i ich kontrwywiad, SMERSZ. SMERSZ odgrywa jednak pewną rolę w Pozdrowieniach z Rosji.
W odróżnieniu od pierwowzoru w postaci powieści Fleminga, filmowe WIDMO jest zdecydowanie prężniejsze. Po każdej porażce z Bondem powraca z większym rozmachem i planami na szerszą skalę. WIDMO stoi za nikczemnymi intrygami w czterech bondowskich filmach: Doktorze No, Pozdrowieniach z Moskwy, Operacji Piorun oraz Żyje się tylko dwa razy, gdzie zostaje ostatecznie pokonane. Po raz ostatni nazwa WIDMO pojawia się w W tajnej służbie Jej Królewskiej Mości, jednak zarówno w tym filmie, jak i kolejnym, Diamenty są wieczne, Blofeld pracuje samodzielnie. Postać Blofelda pojawia się jeszcze raz we wstępie filmu Tylko dla twoich oczu.
W 1983 WIDMO zostaje wskrzeszone przez twórców drugiej adaptacji powieści Operacji Piorun, zatytułowanej Nigdy nie mów nigdy, nakręconej poza oficjalnym cyklem filmowym.
W 2015 WIDMO powróciło w najnowszym filmie o przygodach Jamesa Bonda Spectre. Na czele złowrogiej organizacji znów stoi Ernst Stavro Blofeld. Okazuje się wówczas, że Bonda i Blofelda łączy wspólna przeszłość. W filmie organizacja organizuje i wspiera zamachy terrorystyczne na całym świecie m.in. Hamburgu, Tunezji i RPA. Bond na początku filmu powstrzymuje zamach na stadion w Meksyku. Poprzez serie aktów terrorystycznych organizacja planuje wpłynąć na rządy światowe, aby wyraziły poparcie dla proponowanej przez szefa połączonych służb Wielkiej Brytanii ,,C” (który jest agentem WIDMA) Komisji Dziewięciorga Oczu. W zamyśle 9 państw (wliczając w to Wielką Brytanię) dzieliłoby się informacjami wywiadowczymi między sobą. W rzeczywistości całość informacji wywiadowczych byłaby przekazywana organizacji WIDMO, która mogłaby w ten sposób kontrolować świat. Bond wraz z córką byłego członka WIDMA Pana White'a udaje się do bazy organizacji w Maroku, gdzie stawia czoła Blofeldowi. Wychodzi na jaw, że wszyscy nieżyjący wrogowie Bonda, należeli do WIDMA. Okazuje się, że Blofeld jest jego przybranym bratem i jest odpowiedzialny za wszystkie cierpienia Bonda m.in. śmierć M z rąk ludzi Raoula Silvy, czy śmierć dawnej ukochanej Bonda, Vesper Lynd. Doprowadza do wybuchu bazy, raniąc szefa organizacji. W Londynie Bond, Madeleine i M próbują powstrzymać uruchomienie Komisji Dziewięciorga Oczu. Ponownie muszą zmierzyć się też z Blofeldem, który przeżył wybuch bazy w Maroku i porwał Madeleine do starej siedziby MI6 (opuszczonej po ataku Raoula Silvy w filmie Skyfall i przeznaczonej do wyburzenia). Bondowi udaje się uratować Madeleine z pułapki Blofelda, zaś M wraz z Q powstrzymują uruchomienie Komisji Dziewięciorga Oczu. C ginie podczas walki z M. Bondowi udaje się zestrzelić helikopter Blofelda. Szef organizacji WIDMO zostaje aresztowany przez M z ramienia MI6, spoglądając na odchodzących w oddali Bonda i Madeleine.

## Współpracownicy WIDMA

### Filmy
- Doktor Julius No (Doktor No)
- Profesor R. J. Dent (Doktor No)
- Panna Taro (Doktor No)
- Rosa Klebb (Numer 3, Pozdrowienia z Rosji)
- Donald Red Grant (Pozdrowienia z Moskwy)
- Kronsteen (Numer 5, Pozdrowienia z Moskwy)
- Morzeny (Pozdrowienia z Moskwy)
- Emilio Largo (Numer 2, Operacja Piorun)
- Fiona Volpe (Operacja Piorun)
- Pułkownik Jacques Boitier (Numer 6, Operacja Piorun)
- Hrabia Lippe (Operacja Piorun)
- Angelo Palazzi (Operacja Piorun)
- Vargas (Operacja Piorun)
- Janni (Operacja Piorun)
- Profesor Ladislav Kutze (Operacja Piorun, zdezerterował)
- Quist (Operacja Piorun)
- Helga Brandt (Numer 11, Żyje się tylko dwa razy)
- Hans (Żyje się tylko dwa razy)
- Pan Osato (Żyje się tylko dwa razy)
- Irma Bunt (W tajnej służbie Jej Królewskiej Mości)
- Grunther (W tajnej służbie Jej Królewskiej Mości)
- Pan Wint i Pan Kidd (Diamenty są wieczne)
- Bert Saxby (Diamenty są wieczne)
- Marco Sciarra (Spectre)
- Pan Hinx (Spectre)
- C (Max Denbigh) (Spectre)
- Pan White (postać z Casino Royale i Quantum of Solace; dowiadujemy się o tym w Spectre)
- Le Chiffre (postać z Casino Royale; dowiadujemy się o tym w Spectre)
- Dominic Greene (postać z Quantum of Solace; dowiadujemy się o tym w Spectre)
- Patrice (postać ze Skyfall; dowiadujemy się o tym w Spectre)
- Raoul Silva (postać ze Skyfall; dowiadujemy się o tym w Spectre)
- Wielu agentów pozostaje bezimiennych

#### Filmy nieoficjalne
- Maximillian Largo (Numer 1, Nigdy nie mów nigdy)
- Fatima Blush (Numer 12, Nigdy nie mów nigdy)

### Książki
Wszyscy wymienieni niżej współpracownicy pojawiają się w Operacji Piorun
- Emilio Largo - Numer 1
- Giuseppe Petacchi - brat Domino Petacchi
- Pierre Borraud - zabity przez Blofelda za zgwałcenie porwanej dziewczyny
- Doktor Kandinsky
- Doktor Kotze
- Hrabia Lippe
- Agent #6 - zabija hrabiego Lippe z rozkazu Blofelda za bycie nierzetelnym